# العلاقات الآيسلندية الموريتانية
العلاقات الآيسلندية الموريتانية هي العلاقات الثنائية التي تجمع بين آيسلندا وموريتانيا.

## مقارنة بين البلدين
هذه مقارنة عامة ومرجعية للدولتين:
| وجه المقارنة                                              | آيسلندا          | موريتانيا                 |
| --------------------------------------------------------- | ---------------- | ------------------------- |
| المساحة (كم2)                                             | 103.00 ألف       | 1.03 مليون                |
| عدد السكان (نسمة)                                         | 317.35 ألف       | 4.42 مليون                |
| الكثافة السكانية (ن./كم²)                                 | 3.08             | 4.29                      |
| العاصمة                                                   | ريكيافيك         | نواكشوط                   |
| اللغة الرسمية                                             | اللغة الآيسلندية | اللغة العربية، لغة فرنسية |
| العملة                                                    | كرونة آيسلندية   | أوقية موريتانية، أوقية ‏   |
| الناتج المحلي الإجمالي (بليون دولار)                      | 23.91 مليار      | 5.02 مليار                |
| الناتج المحلي الإجمالي (تعادل القوة الشرائية) بليون دولار | 15.79 مليار      |                           |
| الناتج المحلي الإجمالي الاسمي للفرد دولار أمريكي          | 50.17 ألف        |                           |
| الناتج المحلي الإجمالي للفرد دولار أمريكي                 | 46.55 ألف        | 3.91 ألف                  |
| مؤشر التنمية البشرية                                      | 0.899            | 0.506                     |
| رمز المكالمات الدولي                                      | +354             | +222                      |
| رمز الإنترنت                                              | .is              | .mr                       |
| المنطقة الزمنية                                           | 00، أوروبا/لندن ‏ | 00                        |

## منظمات دولية مشتركة
يشترك البلدان في عضوية مجموعة من المنظمات الدولية، منها:
| علم المنظمة | اسم المنظمة                               | تاريخ انضمام آيسلندا | تاريخ انضمام موريتانيا |
| ----------- | ----------------------------------------- | -------------------- | ---------------------- |
|             | وكالة ضمان الاستثمار متعدد الأطراف        | 25 سبتمبر 1998       | 8 سبتمبر 1992          |
|             | منظمة الشرطة الجنائية الدولية             | ?                    | ?                      |
|             | منظمة حظر الأسلحة الكيميائية              | ?                    | ?                      |
|             | منظمة التجارة العالمية                    | ?                    | 31 مايو 1995           |
|             | البنك الدولي للإنشاء والتعمير             | 27 ديسمبر 1945       | 10 سبتمبر 1963         |
|             | الأمم المتحدة                             | 19 نوفمبر 1946       | 27 أكتوبر 1961         |
|             | مؤسسة التمويل الدولية                     | 20 يوليو 1956        | 29 ديسمبر 1967         |
|             | يونسكو                                    | 8 يونيو 1964         | 10 يناير 1962          |
|             | مؤسسة التنمية الدولية                     | 19 مايو 1961         | 10 سبتمبر 1963         |
|             | الاتحاد البريدي العالمي                   | ?                    | ?                      |
|             | المركز الدولي لتسوية المنازعات الاستشارية | 14 أكتوبر 1966       | 14 أكتوبر 1966         |
|             | الاتحاد الدولي للاتصالات                  | 1 أكتوبر 1906        | 18 أبريل 1962          |

## وصلات خارجية
- موقع وزارة الخارجية الآيسلندية